# Зустріч на далекому меридіані
«Зустріч на далекому меридіані» (рос. «Встреча на далёком меридиане») — білоруський радянський телевізійний художній фільм тисяча 1977 року режисера Сергія Тарасова за мотивами однойменного роману Мітчела Вілсона.

## Сюжет
Американський фізик зі світовим ім'ям їде до СРСР. Тут йому належить вирішити багато важливих наукових і моральних проблем і зустріти велику любов...

## У ролях
- Владислав Дворжецький
- Василь Лановий
- Альгімантас Масюліс
- Любов Альбіцька
- Жанна Болотова
- Валентина Шендрикова
- Наталя Фатєєва
- Володимир Січкар
- Олександр Вокач
- Олександр Шворін
- Анатолій Ромашин
- Вацлав Дворжецький
- Картлос Марадішвілі

## Творча група
- Сценарій: Іван Менджерицький
- Режисер: Сергій Тарасов
- Оператор: Борис Оліфер
- Композитор: Микола Каретников